# Haing S. Ngor

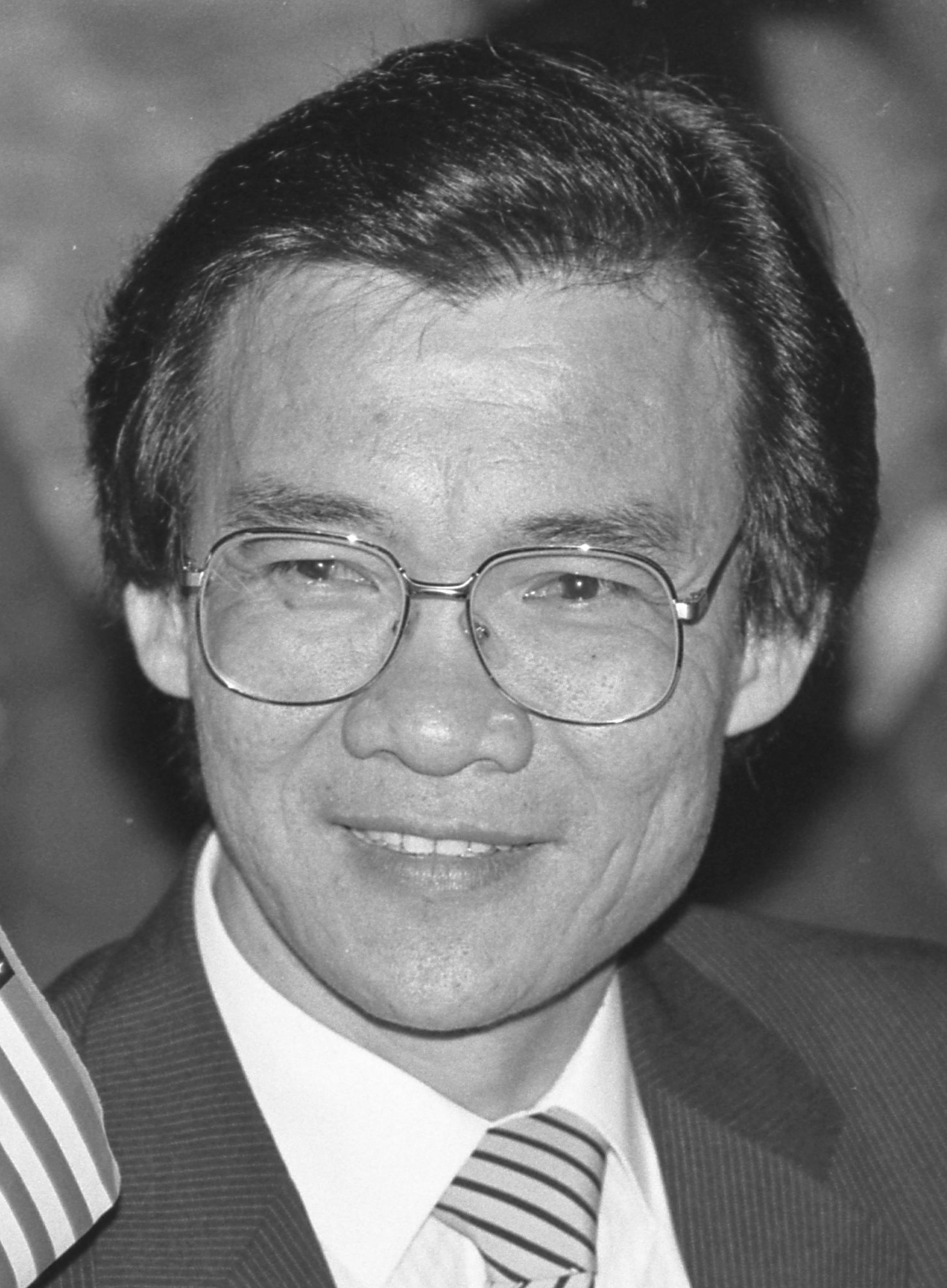
Haing S. Ngor

Haing Somnang Ngor (Khmer: ហាំ ង សំណាង ង៉ោ; Chinees: 吳漢潤; pinyin: Wú Hànrùn) (Samrong Young, 22 maart 1940 – Los Angeles, 25 februari 1996) was een Cambodjaanse-Amerikaanse gynaecoloog, verloskundige, acteur en auteur. Hij overleefde het verblijf in Cambodjaanse gevangenkampen onder de Rode Khmer; hij bracht zich in veiligheid door tussen de linies van de Rode Khmer en die van de Vietnamezen door naar een vluchtelingenkamp van het Rode Kruis te ontsnappen. In 1981 emigreerde hij naar de Verenigde Staten.
In 1985 werd hij bekend door het winnen van de Academy Award voor beste mannelijke bijrol, voor zijn debuutoptreden in de film The Killing Fields uit 1984. Daarin speelde hij de Cambodjaanse journalist en vluchteling Dith Pran. Ngor bleef daarna acteren, waarbij hij met name opviel in de film My Life (1993) in de rol van de spirituele genezer Mr. Ho.
In 1996 werd Ngor in Los Angeles gedood bij een straatroof.
Anno 2021 is Ngor nog altijd de enige acteur van Aziatische afkomst die een Academy Award voor beste mannelijke bijrol won. Hij en Harold Russell zijn de enige twee niet-professionele acteurs die een Academy Award wonnen in een acteercategorie.

## Leven
Ngor werd in 1940 geboren in Samrong Young in Frans Indochina, nu het district Bati, in de Cambodjaanse provincie Takeo. Zijn moeder was Khmer en zijn vader was van Chaozhounese afkomst.
Hij volgde een opleiding tot chirurg en gynaecoloog en had een medische praktijk in de hoofdstad Phnom Penh, toen de Rode Khmer in 1975 de macht in het land overnam en het tot Democratisch Kampuchea uitriep.
Hij moest zijn opleiding, medische vaardigheden, en zelfs het feit dat hij brildrager was, verbergen om de vijandigheid van het nieuwe regime jegens intellectuelen te ontlopen. Als onderdeel van het sociale experiment Jaar Nul van de Rode Khmer werd hij samen met het grootste deel van de twee miljoen inwoners uit Phnom Penh verdreven. Hij werd opgesloten in een concentratiekamp, samen met zijn vrouw My-Huoy, die in 1975 bij een bevalling stierf. Hoewel hij een gynaecoloog was, durfde hij zijn vrouw, die een keizersnede nodig had, niet te behandelen, uit angst dat de Rode Khmer hen allen zou ombrengen. Zijn kennis van voedingsleer hielp hem om door het eten van kevers, termieten en schorpioenen de gevangenkampen te overleven. Hij glipte uiteindelijk tussen de linies van de Rode Khmer en de Vietnamezen door naar de veiligheid in een vluchtelingenkamp van het Rode Kruis.
Na de val van de Rode Khmer in 1979 werkte Ngor als arts in een vluchtelingenkamp in Thailand. In augustus 1980 emigreerde hij met een nichtje naar de Verenigde Staten. Daar lukte het Ngor niet om als medicus aan werk te komen.
In 1988 schreef hij het boek Haing Ngor: A Cambodian Odyssey, waarin hij zijn overleving onder de Rode Khmer in Cambodja beschreef.
In de tweede editie van Survival in the Killing Fields voegde collega-acteur Roger Warner een epiloog toe, die het verhaal vertelt van Ngors leven na de toekenning van de Academy Award.
De Dr. Haing S. Ngor Foundation werd in 1997 ter ere van hem opgericht om fondsen te werven voor hulp aan Cambodja. Als onderdeel van zijn humanitaire inspanningen bouwde Ngor een basisschool en exploiteerde hij een kleine zagerij, die werkgelegenheid en een inkomen verschafte aan plaatselijke gezinnen. Ngor's nichtje Sophia Ngor Demetri, met wie hij naar de VS gevlucht was, getuigde tijdens het proces tegen zijn moordenaars. Zij werd later voorzitter van de stichting.

## Filmrollen
Ondanks het ontbreken van acteerervaring werd Ngor gecast voor het spelen van de rol van Dith Pran in The Killing Fields (1984), een rol waarvoor hij de Academy Award voor beste mannelijke bijrol toegekend kreeg. Daarmee werd hij de eerste Aziaat die deze eer toekwam en de tweede Aziatische acteur die ooit een Oscar won, en een van de twee amateuracteurs die ooit een Oscar wonnen. Nadat hij in The Killing Fields was verschenen, vertelde hij aan het tijdschrift People: "Ik wilde de wereld tonen hoe erg de honger in Cambodja was, hoeveel mensen er stierven onder het communistische regime. Mijn hart is tevreden. Ik heb iets perfects gedaan."
Ngor had daarna meerdere filmrollen; het meest memorabel was zijn rol in Oliver Stones Heaven & Earth (1993) en de Vanishing Son-miniserie. Zijn meest prominente rol na The Killing Fields was in My Life (1993), het regiedebuut van Academy Award-winnende scenarioschrijver Bruce Joel Rubin.

## Moord
Op 25 februari 1996 werd Ngor door leden van een straatbende doodgeschoten buiten zijn huis in Chinatown, in het centrum van Los Angeles. Hij werd begraven in het Rose Hills Memorial Park in Whittier, Californië. Advocaten van de verdachten suggereerden dat het een politiek gemotiveerde moord zou zijn geweest, gepleegd door sympathisanten van de Rode Khmer. Zij leverden echter geen bewijs voor deze theorie. Kang Kek Iew, een voormalige functionaris van de Rode Khmer, beweerde in november 2009 dat Ngor op bevel van Pol Pot zou zijn vermoord, maar Amerikaanse onderzoekers vonden hem niet geloofwaardig.
Sommigen hadden kritiek op de theorie dat Ngor was omgekomen bij een mislukte overval, wijzend op 2.900 dollar aan contant geld dat was achtergelaten en dat de dieven zijn zakken niet hadden leeggehaald.
Alle verdachten werden schuldig bevonden op 16 april 1998, dezelfde dag dat het overlijden van Pol Pot in Cambodja werd bevestigd.
Dith Pran, die door Ngor werd geportretteerd in The Killing Fields, zei over Ngor's dood: "Hij is als een tweeling voor mij. Hij is als een medeboodschapper en nu ben ik alleen."
- Biblioteca Nacional de España: XX1546897
- Gemeinsame Normdatei: 1090195060
- International Standard Name Identifier: 0000 0003 8565 7214
- Library of Congress Control Number: n86062377
- Nationale Bibliotheek van Tsjechië: xx0185509
- Nationale Bibliotheek van Israël: 987007280828605171
- Nationale Bibliotheek van Polen: a0000001181367
- Nederlandse Thesaurus van Auteursnamen: 074270168
- Virtual International Authority File: 235892015
- WorldCat: E39PBJp9qh93WtYXQb4dtPj3cP